# NGC 6351
NGC 6351 ist ein wechselwirkendes Galaxienpaar im Sternbild Herkules, bestehend aus den Einzelkomponenten PGC 60063 und SDSS J171911.7+360340. Erstgenannte ist eine 15,2 mag helle, linsenförmige Galaxie vom Hubble-Typ S0; letztgenannte ist etwa 16,5 mag hell, ebenfalls linsenförmig und vom Hubble-Typ SB0.
NGC 6351 bildet zudem mit NGC 6349 eine optische Doppelgalaxie und wurde am 15. Juli 1879 von Édouard Stephan entdeckt.